# ViaSat-2
ViaSat-2 ist ein kommerzieller Kommunikationssatellit der Viasat Inc.

## Missionsverlauf
Der Start war ursprünglich für Ende 2016 auf einer Falcon-Heavy-Trägerrakete geplant, doch wurde auf Grund von Entwicklungsverzögerungen der SpaceX-Rakete auf eine Ariane 5 umgebucht. Er wurde am 1. Juni 2017 vom Raketenstartplatz Centre Spatial Guyanais (zusammen mit Eutelsat 172B) in eine geostationäre Transferbahn gebracht. Von dort aus erreichte der Satellit seinen geostationäre Umlaufbahn durch Zünden seines Bordantriebs.

## Technik
Der dreiachsenstabilisierte Satellit ist mit Ka-Band-Transpondern ausgerüstet und soll von der Position 70° West aus Nord- und Mittelamerika sowie die Karibik und Luft- und Seeverkehrsrouten im Atlantischen Ozean zwischen Nordamerika und Europa mit Kommunikationskapazitäten von bis zu 300 Gbps versorgen. Dies entspricht einer 7-mal größeren Abdeckung und einer 2,5-fachen größeren Kapazität als der Vorgänger ViaSat-1. Er wurde auf Basis des Satellitenbusses BSS-702 der Boeing Satellite Systems gebaut und besitzt eine geplante Lebensdauer von mehr als 14 Jahren. Boeing war im Mai 2013 für 625 Mio.$ beauftragt worden, nachdem sich das Unternehmen in einem Bieterwettbewerb gegen Lockheed Martin durchgesetzt hatte. Space Systems/Loral (welcher ViaSat 1 gebaut hatte) wollte ViaSat nach Patentstreitigkeiten nicht mehr beauftragen.
Wegen eines mechanischen Antennendefekts erreichte ViaSat-2 nur 87 % des geplanten Datendurchsatzes. Viasat erhielt hierfür eine Versicherungsentschädigung.